# Avatiu FC
Avatiu FC ist eine Fußballmannschaft aus den Cookinseln. Sie ist auf der Hauptinsel Rarotonga zuhause. Sie spielt in der höchsten Spielklasse der Cookinseln, die Cook Islands Round Cup. Bisher konnte sechsmal die Meisterschaft und neunmal der Nationale Pokal gewonnen werden, damit ist man in diesem Wettbewerb Rekordsieger.

## Erfolge
- Cook Islands Round Cup: 6

1980, 1991, 1994, 1996, 1997, 1999
- Cook Islands Cup: 9

1981, 1982, 1992, 1993, 1994, 1995, 1996, 1997, 2000